# Glycyphana moluccarum
Glycyphana moluccarum är en skalbaggsart som beskrevs av Wallace 1867. Glycyphana moluccarum ingår i släktet Glycyphana och familjen Cetoniidae. Inga underarter finns listade i Catalogue of Life.